# السريالية الجماهيرية
السريالية الجماهيرية (بالإنجليزية: Massurrealism) هي كلمة مركبة تم ابتكارها في عام 1992، تصف توجهًا فنيًا للفنانين الذين عاشوا في نهاية القرن العشرين، والذي يتميز بمزيج من وسائل الإعلام الجماهيرية والفن البوب والصور السريالية واستخدام التكنولوجيا الحديثة.
تصنف التوجيه كـ "توجيه جذوري" وذلك فيما يتعلق بالأدوات المستخدمة (الحواسيب والهواتف الذكية والتلاعب الرقمي والإنتاج الجماعي)، والتي تكون متاحة بسهولة. تشمل "وسائط الجماهير" وسائل التواصل الاجتماعي ومقاطع الفيديو وحتى السلع الاستهلاكية التي يتم إنتاجها بكميات كبيرة ويمكن الحصول عليها بسهولة.
تم ابتكار المصطلح في عام 1992 من قبل الفنان الأمريكي المتعدد الوسائط "جيمس سيهافر" لوصف اتجاه بعض الفنانين ما بعد الحداثة الذين يمزجون في أعمالهم الأنماط الجمالية والمواضيع السريالية وفن البوب ووسائط الجماهير. يُعتبر السريالية الجماهيرية في بعض الأحيان فرعًا من ما بعد الحداثة، على الرغم من أنها في جوهرها تمثل تطورًا للسريالية المعاصرة مع تأثير قوي من التكنولوجيا ووسائط الجماهير.
اتسع انتشار السريالية الجماهيرية كتوجه فني من الولايات المتحدة إلى أمريكا اللاتينية حتى وصولها إلى أوروبا.

## روابط خارجية
- "السريالية الجماهيرية كنهج تجريبي في تعليم الرسم"
- "رسالة ماجستير في جامعة البصرة تفحص صور التثبيت في فن السريالية الجماهيرية"